# Agathosma anomala
Agathosma anomala là một loài thực vật có hoa trong họ Cửu lý hương. Loài này được E.Mey. ex Sond. mô tả khoa học đầu tiên năm 1860.